# Jim the Penman

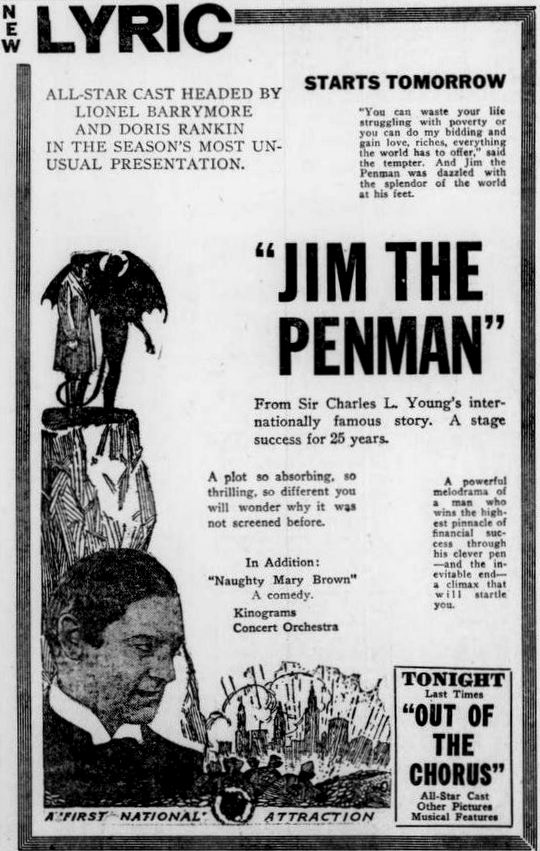
Annonce du film dans le Duluth Herald.

Jim the Penman est un film américain réalisé par Kenneth Webb et sorti en 1921. Une copie partielle est conservée à la Bibliothèque du Congrès.

## Fiche technique
- Réalisation : Kenneth Webb
- Scénario : Dorothy Farnum d'après la pièce Jim the Penman de Charles Lawrence Young de 1886[2].
- Producteur : Whitman Bennett
- Photographie : Tom L. Griffith, Harry Stradling
- Distributeur : Associated First National
- Durée : 6 bobines[3]
- Date de sortie : avril 1921

## Distribution
- Lionel Barrymore : James Ralston
- Ned Burton : Enoch Bronson
- Charles Coghlan : Captain Redwood
- James Laffey : E. J. Smith
- Gladys Leslie : Agnes Ralston
- Douglas MacPherson : Louis Percival
- Anders Randolf : Baron Hartfeld
- Arthur Rankin : Lord Drelincourt
- Doris Rankin : Nina Bronson

## Galerie

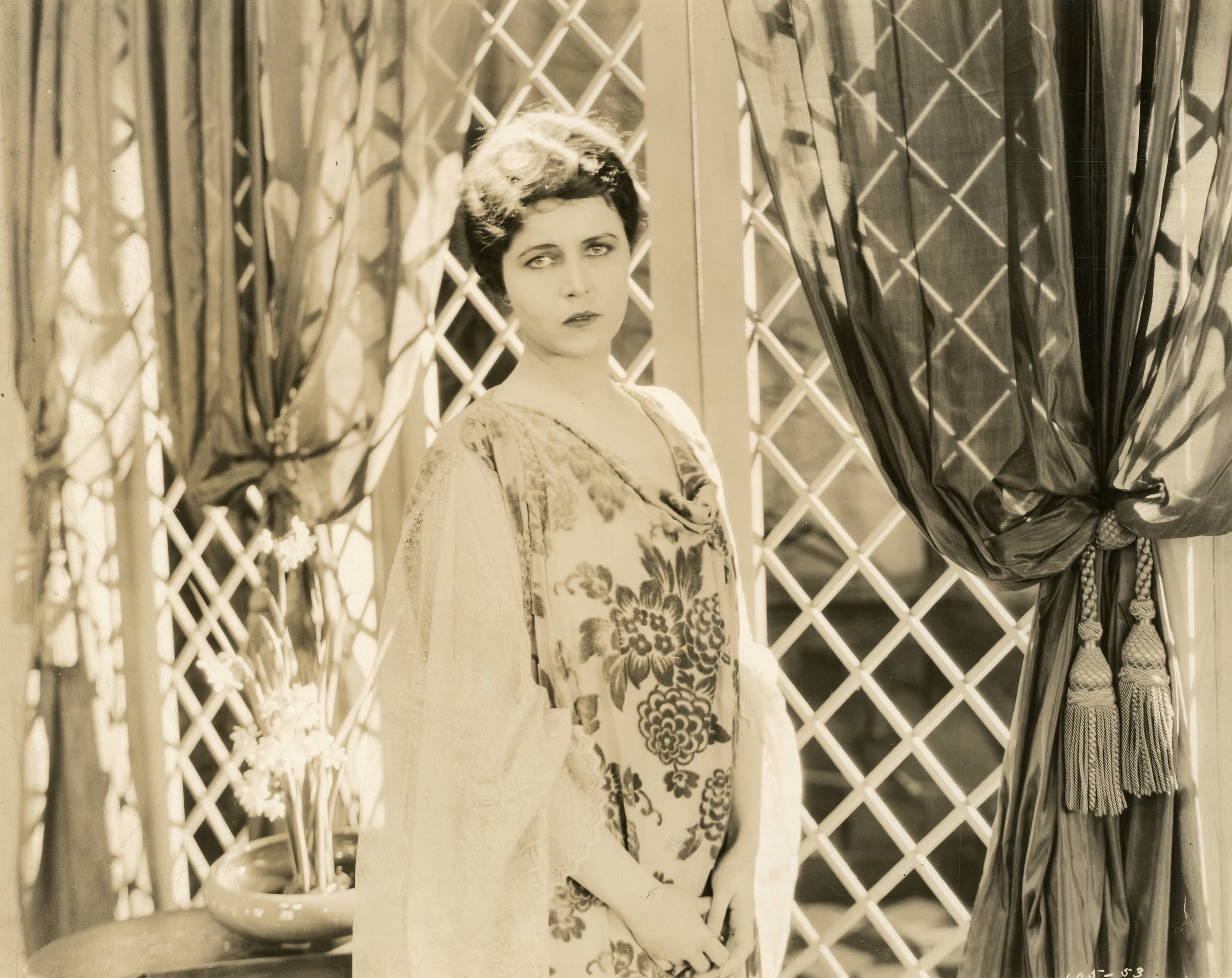
Doris Rankin
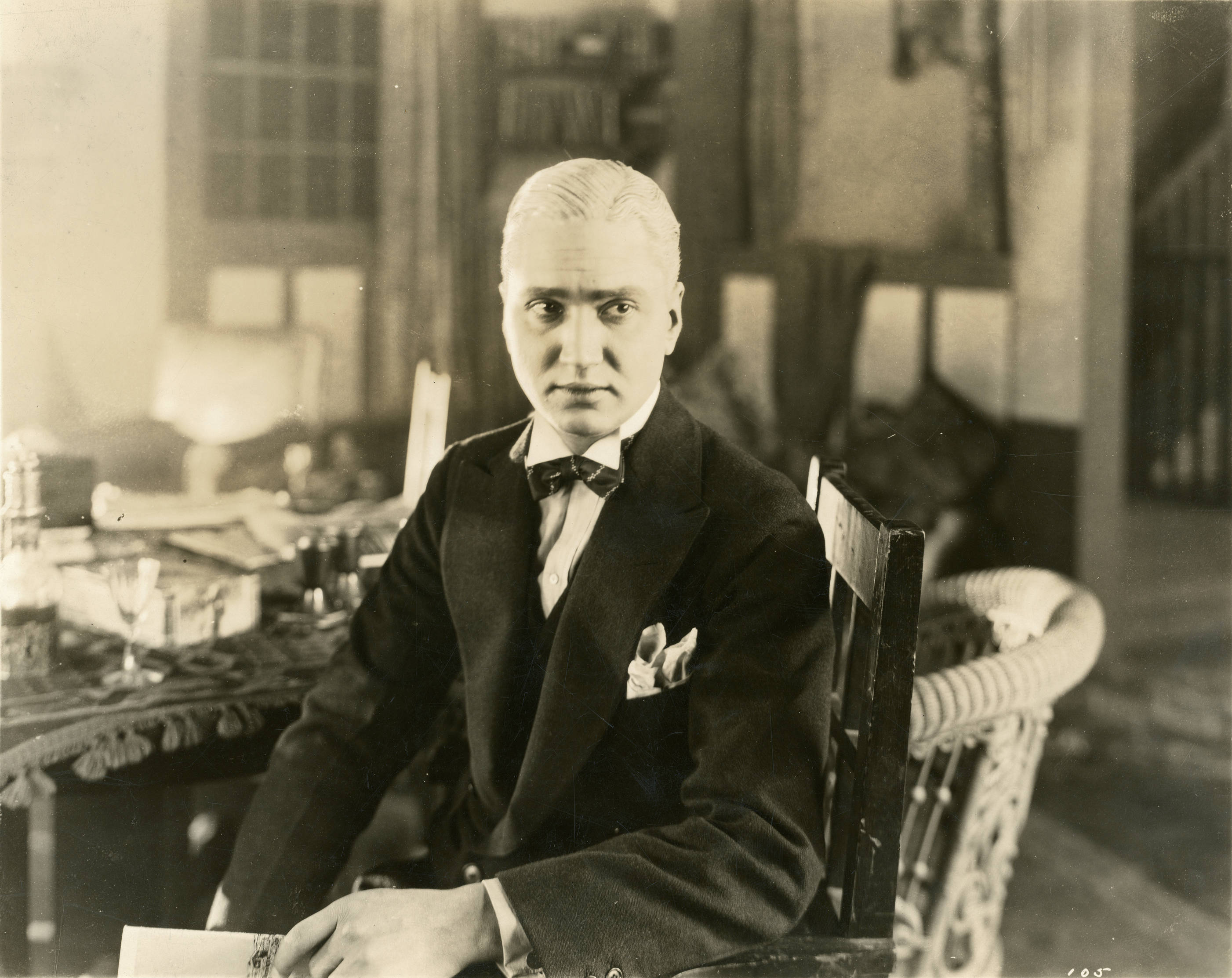
Douglas MacPherson
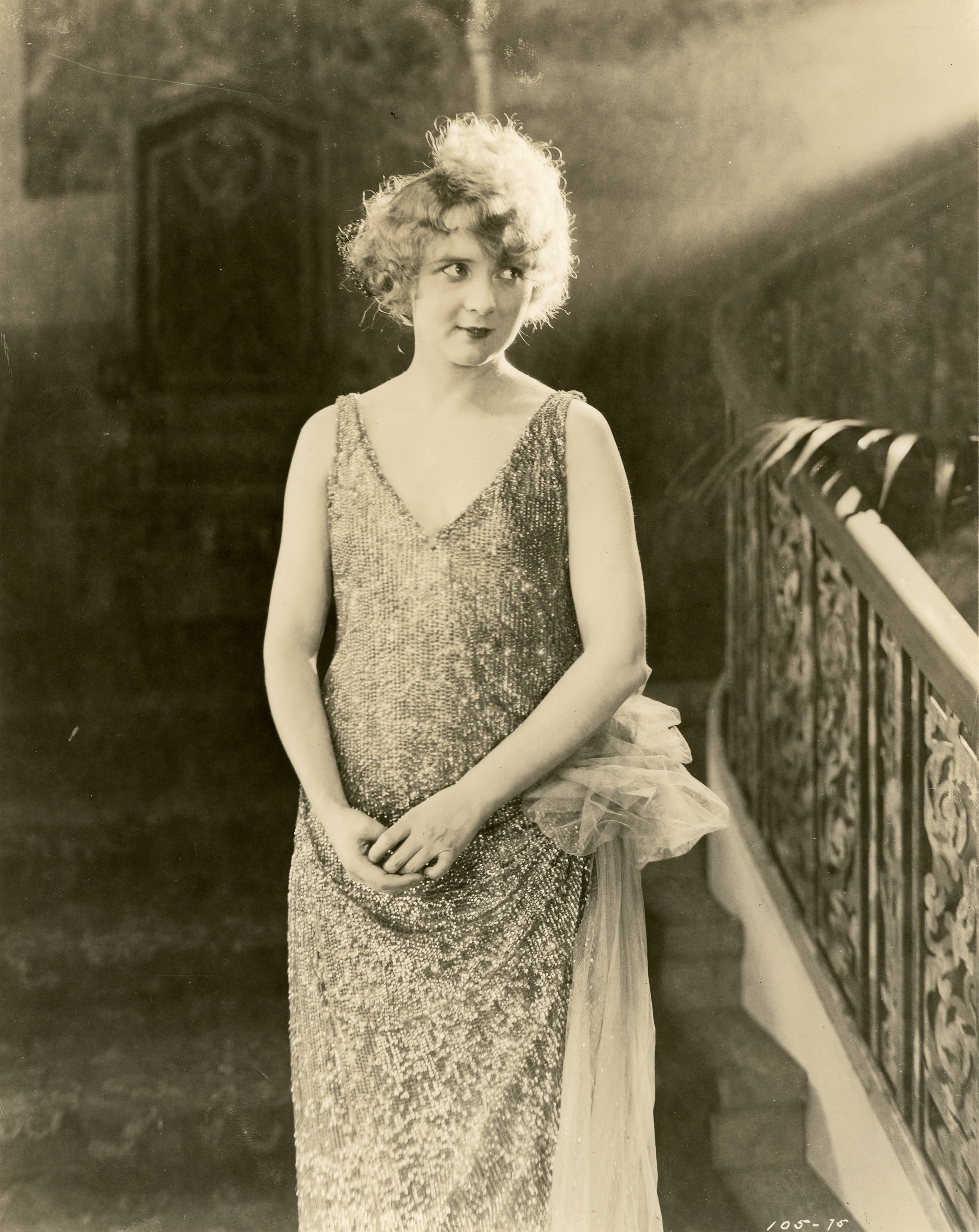
Gladys Leslie
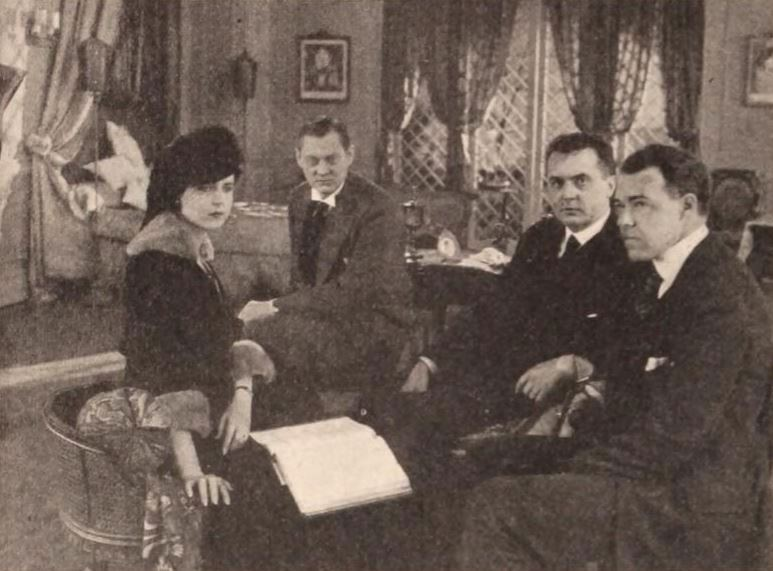
Doris Rankin, Lionel Barrymore, le producteur Whitman Bennett, et le réalisateur Kenneth S. Webb en train de relire le script du film